# Blekinge Läns Tidning
Blekinge Läns Tidning (ofta förkortat BLT) är en morgontidning med huvudredaktion i Karlskrona och lokalredaktioner i Ronneby, Karlshamn, Olofström och Sölvesborg.

## Historik
Den 18 december 1869 utkom första numret av Blekinge Läns Tidning i en tid av missväxt, samhälleligt missnöje och ökande emigrantströmmar till Amerika. Redaktören F.A. Blomqvist framhöll sin tidnings liberala hållning. Under årens lopp väckte tidningen ofta förargelse i det konservativa Karlskrona genom denna liberalt oppositionella hållning. Dagens BLT kallar sig en oberoende liberal tidning, som på ledarplats fortfarande vill väcka opinion. 
År 1911 utvecklades BLT till ett aktiebolag med 25 000 kronor i aktiekapital. På den tiden hade BLT en upplaga på cirka 3 500 tidningar. Sedan 1974 ägs tidningen av Stiftelsen Barometern, som 1991 bildade koncernen Sydostpress AB i vilken BLT är en egen tidning. Idag ingår man i samarbetet Gota Media AB. Idag har tidningarna en upplaga på cirka 33 000 tidningar (2012). Den 5 september 1991 gick BLT över till tabloidformat.   

### Expansion och samverkan
Det fanns fram till 30 september 2019 två lokala editionsvarianter på BLT i sydvästra respektive mellersta delen av Blekinge. År 1959 förvärvade tidningen Sölvesborgs-Tidningen och fortsatte att ge ut denna som en specialedition av BLT i Sölvesborgsregionen. Den 27 september 1976 köpte Blekinge Läns Tidning utgivningsbeviset för Karlshamns Allehanda, som dock fick behålla sin klassiska logotyp och en lokal förstasida. BLT:s ledning valde att ge ut både BLT och KA i Karlshamn och läsarna fick själva bestämma vilken av tidningarna man ville läsa. Sedan 1 oktober 2019 är dock alla editionerna sammanslagna i en gemensam tidning, med det officiella namnet "Blekinge Läns Tidning" och i mindre text under tidningsnamnet "Med Karlshamns Allehanda och Sölvesborgs-Tidningen" 
År 1974 gjorde sig Blekinge Läns Tidning av med de gamla blypressarna för att använda den nyare offsettekniken. Den nya tekniken var revolutionerande mer lättarbetad. I januari 2001 fattade man beslut om att en ny tryckpress skulle hamna på Bryggareberget i Karlskrona. BLT är en av sex tidningar som trycks på Bryggareberget. Barometern, Smålandsposten och Aftonbladet är exempel på de andra tidningarna.  
På sitt 100-årskalas den 5 december 2003 firade BLT:s konkurrent Sydöstran inte bara att man funnits i 100 år. Den andra stora nyheten den dagen var att BLT:s ägare ihop med Förlags AB Albinsson & Sjöberg köpte aktiemajoriteten i Sydöstran. Det innebar att Gota Media och Förlag AB Albinsson & Sjöberg via ett holdingbolag man ägde gemensamt köpte 90,1% av Sydöstran. Resterande procent skulle stanna kvar hos stiftelsen bakom Sydöstran. I maj 2011 skapade Sydöstran och BLT en gemensam webbplats för de båda separata tidningarna. Den lades ner i november 2014, och tidningarna återgick till att driva separata webbplatser.

## Samhällsengagemang och priser
I BLT:s tidigare Mediecenter fick gymnasieelever en inblick i journalistyrket samt hur arbetet på en dagstidning går till. Varje år besöktes centret av ca 1 100 gymnasieelever och lika många sjätteklassare.  
1925 gjorde BLT sin första insats för de lokala invånarna. Då hjälpte man till att samla in pengar så att Karlskronaborna skulle kunna lyssna på radio. 1933 instiftade BLT ett pris för framstående odlargärning. År 1939 tog BLT även initiativ till offentligt luciafirande i Karlskrona. Lucian utsågs genom omröstning i tidningen, där alla läsare fick rösta. Denna tradition finns kvar än idag. 
1986 instiftades även utmärkelsen "Årets Bleking", som blev en mycket statusfylld utmärkelse. I utmärkelsen ingick även ett stipendium på 25 000 kronor. För att bli utsedd till "Årets Bleking" skulle man ha gjort något bra, som marknadsförde Blekinge i övriga delar av Sverige. Denna utmärkelse finns idag inte kvar. Samma år som "Årets Bleking" började delas ut instiftade man även idrottsutmärkelsen "Årets Komet", vilken skulle gå till en person under 18 år som gjort stora framsteg inom sin idrott under året.  
Sedan 2010 utdelar tidningen varje höst Blekinge Läns Tidnings kulturpris på  50 000 kronor. Syftet är att främja den lokala kulturen i Blekinge.

## Redaktion för Blekinge Läns Tidning
| Period                 | Ansvarig utgivare                                                                    | Period                 | Redaktör                              |
| 1881-02-10--1904-10-26 | Bjurman, Göte Fredrik, boktryckare                                                   | 1881-02-10--1904-10-26 | Bjurman, Göte                         |
| 1904-10-27--1908-09-29 | Lundström, Nils Styrbjörn, reservunderintendent                                      | 1904-10-27--1904-12-14 | ingen uppgift                         |
| 1908-09-30--1910-04-03 | Wilner, Anders Wilhelm Mårtensson, redaktör                                          | 1904-12-15--1908-10-02 | Lundström, Nils Styrbjörn             |
| 1910-04-04--1912-10-01 | Dahlin, Gunnar, redaktör                                                             | 1908-10-03--1908-12-05 | Larsson, Hugo                         |
| 1912-10-02--1914-07-27 | Alström, Olof, redaktör                                                              | 1908-12-06--1910-04-14 | ingen uppgift                         |
| 1914-07-28--1927-02-17 | Lindberg, Bengt Erik, redaktör                                                       | 1910-04-15--1912-09-30 | Larsson, Hugo                         |
| 1927-02-18--1938-06-02 | Jaensson, Johan, direktör                                                            | 1912-10-01--1914-07-18 | Alström, Olof                         |
| 1938-06-03--1956-06-26 | Petersson, Emil, folkskollärare                                                      | 1914-07-20--1927-02-22 | Lindberg, Bengt                       |
| 1956-06-27--1961-10-31 | Jönsson, Karl Edvard                                                                 | 1927-02-23--1961-09-30 | Jönsson, Edvard                       |
| 1961-11-01--1963-01-31 | Vastad, Kurt Ragnvald                                                                | 1961-10-02--1963-02-15 | Vastad, Kurt                          |
| 1963-02-01--1964-12-20 | Janner, Arne Gunnar                                                                  | 1963-02-16--1963-04-15 | ingen uppgift                         |
| 1964-12-21--1967-01-22 | Sundblad, Jan Erik                                                                   | 1963-04-16--1967-09-30 | Sundblad, Jan-Eric                    |
| 1967-01-23--1969-01-19 | Nordlund, John Olov. Utgivningsbeviset registrerat för Sydöstra Götalands tidningar. | 1967-10-02--1969-11-21 | Daninge, Gösta redaktionschef         |
| 1969-01-20--1970-09-27 | Daninge, Gösta Ingemar                                                               | 1969-11-22--1970-07-31 | Daninge, Gösta                        |
| 1970-09-28--1972-03-05 | Samuelsson, Sven Arne Gustav                                                         | 1970-08-01--1971-02-01 | Samuelson, Sven redaktionssekreterare |
| 1972-03-06--1991-07-31 | Bloom, Hans Georg                                                                    | 1971-02-02--1991-07-31 | Bloom, Hans                           |
| 1991-08-01--1993-09-27 | Gerlach, Sten Christer Hugo                                                          | 1991-08-01--1993-09-06 | Gerlach, Christer                     |
| 1993-09-28--2000-04-29 | Hjelmstedt, Lennart                                                                  | 1993-09-07--1994-03-30 | Hjelmstedt, Lennart (tillförordnad)   |
| 2000-05-02--2009-08-10 | Johansson, Kerstin byter namn till Kerstin Årmann                                    | 1994-03-31--2000-04-29 | Hjelmstedt, Lennart                   |
| 2009-08-11--2016-09-30 | Årmann, Kerstin                                                                      | 2000-05-02--2009-08-10 | Johansson, Kerstin                    |
| 2016-10-01--2017-08-24 | Annelie Henrysson (tillförordnad)                                                    | 2009-08-11--2016-09-30 | Årmann, Kerstin                       |
| 2017-02-01             | Karlsson-Bernfalk, Mimmi                                                             |                        | Annelie Henrysson (tillförordnad)     |
|                        |                                                                                      |                        |                                       |
|                        |                                                                                      |                        |                                       |
|                        | Källa : Nya Lundstedt                                                                | 2018-03-01--           | Karlsson-Bernfalk, Mimmi              |

## Övrigt
Torsdagen den 8 februari 1996 var en dyster dag på BLT, då Kjell Eliasson och Hilding Björkman, som sågs som de två mest betydande personerna i tidningens historia avled båda denna dag. Anledningen till att de två hade så stor betydelse för tidningen var att de väckte nytt liv i företaget under dess problemtyngda 1970-tal och rekonstruerade företaget från grunden.  
26 januari 2000 utsågs Kerstin Johansson (numera Årmann) som första kvinnliga chefredaktör och ansvarig utgivare på Blekinge Läns Tidning efter att tidigare ansvarat för dotterbolaget Textbolaget, som levererar reportagematerial till tidningarna, framför allt inom konsumentområdet.  
BLT:s visioner för framtiden är bl.a. att man vill hitta en intäkt på att kunna fördela nyheter på nätet. Man vill ta fram ett modernare alternativ att få ut nyheter istället för de klassiska papperstidningarna. Det skonar miljön och man kan smidigare läsa och ta del av världens nyheter.